# Краківський ринок
Кра́ківський ри́нок — один із найбільших продуктово-промислових ринків у Львові. Розташований поблизу центральної частини міста, в місцевості Клепарів, на території колишнього Краківського передмістя, при вулиці Базарній, 11. Краківський ринок працює з шостої ранку до дев'ятої вечора щодня, окрім неділі.

## Історія

### Передісторія
Є свідчення, що торгівля на Краківському та Галицькому передмістях велась ще у середньовіччі, зокрема у XVII столітті. Зокрема наприкінці 1620-х років міщани почали нарікати на появу окремих яток на Краківському передмісті, яких раніше не було. Така ятка з'явилася 1628 року, після скарги містян міська рада ухвалила рішення її знести. Однак після того мешканці почали ставити буди під власними будинками. А у 1666 році ятки розташовувалися вже біля Краківської та Галицької брам та при Босацькій хвіртці.

### XIX століття
Краківський ринок від початку XIX століття адміністративно розташовувався при площі Краківський (нині — площа Ярослава Осмомисла), хоча сам ринок виник набагато раніше. Появі самого ринку сприяло вдале його розташування по відношенню до двох основних магістральних шляхів — Городоцького та Жовківського. 1876 року провели реконструкцію ринку, а саме: віденська фірма «Енд та Горн» збудувала великий павільйон із заліза та цегли на мурованому фундаменті, покритий хвилястим оцинкованим залізом. Ця ж фірма збудувала і другий історичний ринок у Львові — Галицький. На базарі облаштували асфальтовані хідники, павільйон обладнаний вентиляцією, мав тоді 76 крамниць (оренда яких розігрувалася жеребкуванням) для різників, круп'ярів, пекарів, для продажу молочних виробів та овочів. 1894 року в місті сталася велика пожежа, від якої постраждало чимало будівель старовинного міста. Не оминула пожежа й Кракідалів, як у народі називали цей ринок. Після пожежі відбудували ринок заново, що коштувало міській скарбниці значної суми.

### XX століття
На часі другої світової війни ринок закрили, він призупинив своє існування, а після війни був остаточно закритий радянською владою. На цьому місці нині розташований ринок «Добробут», але історично ніякого відношення до Краківського ринку, що існував тут до 1947 року не має, оскільки був відкритий лише наприкінці 1990-х років.
Наприкінці 1950-х років Краківський ринок (або ж ринок Краківського передмістя) з площі Краківської перенесли на ділянку між вулицями Базарною та Кузнєцова (нині — вулиця Клепарівська), де від 1947 року вже функціював колгоспний «Центральний ринок», збудований в межах території, обмеженою сучасними вулицями Клепарівською, Броварною, Раппапорта та Базарною (від кінця XIII століття розташовувався старий єврейський цвинтар, посеред якого розташовувалася велика староцвинтарна синагога «Бейс-ойлом шул». Під час німецької окупації Львова, 1942 року, разом з ліквідацією старого єврейського цвинтаря, була зруйнована й Староцвинтарна синагога. Та остаточно довершили ліквідацію некрополя вже у радянські часи, а давні єврейські надгробки старого цвинтаря використали для мощення вулиць та спорудження підпірних стін на ринку.

## Сучасний стан
У першому півріччі 2007 року Краківський ринок був першим за величиною зданого до міського бюджету ринкового збору.